# Jerzy Lipman
Jerzy Lipman (* 10. April 1922 in Brest-Litowsk, Polen, heute Belarus; † 10. November 1983 in London) war ein polnischer Kameramann.
Jerzy Lipman kämpfte während des Zweiten Weltkriegs in der polnischen Heimatarmee im Untergrund gegen die deutschen Besatzer. Er war Teilnehmer am Warschauer Aufstand und wurde dabei verwundet. Als Mitglied der Heimatarmee geriet er in sowjetische Gefangenschaft. Nach seiner Freilassung ging er nach Łódź und studierte von 1948 bis 1952 an der neu gegründeten Filmhochschule Łódź. Dort begann er die Zusammenarbeit mit dem Filmstudenten Andrzej Wajda. Sie drehten zunächst Kurzfilme. Lipman war dann auch der Kameramann bei Wajdas erstem abendfüllenden Spielfilm Eine Generation 1955. Er arbeitete in den nächsten Jahren mit den großen Regisseuren der neuen polnischen Filmemachergeneration zusammen. Infolge von März-Unruhen 1968 in Polen verließ er 1969 Polen und ging nach Deutschland, wo er weiter als Kameramann arbeitete.

## Filmografie
- 1955: Eine Generation (Pokolenie) – Regie: Andrzej Wajda
- 1956: Der Schatten (Cień) – Regie: Jerzy Kawalerowicz
- 1956: Der Kanal (Kanal) – Regie: Andrzej Wajda
- 1957: Das wahre Ende des großen Krieges (Prawdziwy koniec wielkiej wojny) – Regie: Jerzy Kawalerowicz
- 1958: Der achte Wochentag (Ósmy dzień tygodnia) – Regie: Aleksander Ford
- 1959: Das Attentat (Zamach) – Regie: Jerzy Passendorfer
- 1959: Lotna – Regie: Andrzej Wajda
- 1960: Das schielende Glück (Zezowate szczęście) – Regie: Andrzej Munk
- 1962: Das Messer im Wasser (Nóż w wodzie) – Regie: Roman Polański
- 1963: Der Mörder und das Mädchen (Zbrodniarz i panna) – Regie: Janusz Nasfeter
- 1964: Rozwodów nie będzie – Regie: Jerzy Stefan Stawiński
- 1964: Die Frauen sind an allem schuld (Les plus belles escroqueries du monde) – Regie: Roman Polański (2. Episode)
- 1964: Das Gesetz und die Faust (Prawo i pięść)
- 1965: Legionäre (Popioły) – Regie: Andrzej Wajda
- 1969: Leben, Liebe und Tod des Obersten Wolodyjowski (Pan Wołodyjowski) – Regie: Jerzy Hoffman
- 1971: Das falsche Gewicht – Regie: Bernhard Wicki
- 1972: Und der Regen verwischt jede Spur – Regie: Alfred Vohrer
- 1973: Tatort: Tote Taube in der Beethovenstraße – Regie: Samuel Fuller
- 1974: Münchner Geschichten (Fernsehserie) – Regie: Helmut Dietl
- 1974: Sie sind frei, Dr. Korczak – Regie: Aleksander Ford
- 1975: Die schöne Marianne (Fernsehserie) – Regie: Roger Fritz u. a.
- 1979: Lemminge (Fernsehzweiteiler) – Regie: Michael Haneke
- 1979: Tilt (Fernsehfilm) – Regie: Renke Korn
- 1980: Charlotte
- 1981: Kudenow oder An fremden Wassern weinen – Regie: Claus Peter Witt
- 1981: Der Tod in der Waschstraße – Regie: Friedemann Schulz